# Ouray megye
Ouray megye az Amerikai Egyesült Államokban, azon belül Colorado államban található. Megyeszékhelye és legnagyobb városa Ouray. Lakosainak száma 4874 fő (2020. április 1.). Ouray megye Montrose, San Juan, San Miguel, Gunnison és Hinsdale megyékkel határos.

## Népesség
A megye népességének változása:
| Lakosok száma | 4459 | 4430 | 4532 | 4557 | 4691 | 4874 |
|               | 2010 | 2011 | 2012 | 2013 | 2015 | 2020 |